# Roaring Lions FC
El Roaring Lions FC es un equipo de fútbol de Anguila que milita en la Liga de Fútbol de Anguila, la liga de fútbol más importante del país.

## Historia
Fue fundado en el año 1982 en la capital The Valley y es uno de los equipos fundadores de la Liga de Fútbol de Anguila en 1997.
Es el club más ganador de la liga, ya que cuenta con 8 títulos de liga, aunque el equipo no participó en la temporada 2015/16 por problemas en la isla sobre las oportunidades para desarrollar a los futbolistas locales.
Suele jugar sus partidos en el Centro Raymond E. Guishard pero tiene sede en el distrito Stoney Ground.

### Temporadas
| Temporada | Posición  | Resultado  |
| --------- | --------- | ---------- |
| 1998-99   | 3.º       |            |
| 2000-01   | 1.º       | Campeón    |
| 2001-02   | 1.º       | Campeón    |
| 2002-03   | 2.º       | Campeón    |
| 2004      | ?         |            |
| 2005-06   | 1.º       | Campeón    |
| 2006-07   | 3.º       |            |
| 2007-08   | 2.º       | Subcampeón |
| 2008-09   | ?         |            |
| 2009-10   | 1.º       | Campeón    |
| 2010-11   | 2.º       | Subcampeón |
| 2011-12   | ?         |            |
| 2012-13   | 2.º       |            |
| 2013-14   | ?         | Campeón    |
| 2014-15   | 2.º       | Subcampeón |
| 2015-16   | Se retiró | Se retiró  |
| 2016-17   | 1.º       | Campeón    |
| 2018      | 2.º       | Subcampeón |
| 2020      | 1.º       | Campeón    |
| 2021      | 1.º       | Campeón    |
| 2022      |           |            |

## Palmarés
- Liga de Fútbol de Anguila: 9

2000/01, 2001/02, 2002/03, 2005/06, 2009/10, 2013/14, 2016/17, 2020, 2021